# Cửa khẩu Cà Roòng
Cửa khẩu Cà Roòng là cửa khẩu tại vùng đất bản 61 xã Thượng Trạch huyện Bố Trạch tỉnh Quảng Bình, Việt Nam .
Cửa khẩu Cà Roòng thông thương với cửa khẩu Nong Ma (Noọng Mạ) 17°16′53″B 106°10′59″Đ / 17,281349°B 106,183177°Đ ở Ban Nong Ma muang Bualapha tỉnh Khammouan (Khăm Muộn), CHDCND Lào . Ngày 18/4/2003 giới chức hai nước Việt Nam - Lào đã làm lễ khai trương cặp cửa khẩu Cà Roòng - Nong Ma .
Đường tỉnh 562  nối từ vùng trung tâm huyện đến trụ sở xã Thượng Trạch rồi tới cửa khẩu. "Cà Roòng" là tên suối và tên bản ở trên đường tới trụ sở xã, được dùng để đặt tên đồn biên phòng và tên cửa khẩu .

## Hoạt động
Cửa khẩu Cà Roòng là điểm trọng yếu thời chiến tranh Việt Nam, một cửa khẩu tiếp nối vào đường mòn Hồ Chí Minh. Những hoạt động thời chiến đã được "Hội Truyền thống Trường Sơn - Đường Hồ Chí Minh Việt Nam" tập hợp và đăng tải, trong đó có cả văn thơ của người từng tham chiến . Sau chiến tranh các hoạt động giao thương giảm sút.
Từ khi đất nước đổi mới thì cửa khẩu hoạt động trở lại, đánh dấu bằng nâng cấp cửa khẩu năm 2001 và thành lập chi cục hải quan năm 2003. Tuy nhiên thông thương chủ yếu vẫn là nhập gỗ và lâm sản .
Cửa khẩu Cà Roòng nằm trong vùng đệm của Vườn quốc gia Phong Nha - Kẻ Bàng. Theo Quyết định 209/QĐ-TTg ngày 08/02/2015 về "Quy hoạch chung xây dựng Vườn quốc gia Phong Nha - Kẻ Bàng, tỉnh Quảng Bình đến năm 2030", tại vùng cửa khẩu xã Thượng Trạch dự kiến xây dựng "Đô thị Cà Roòng" phục vụ du lịch sinh thái .

## Chỉ dẫn
1. ↑  Đường tỉnh 562 trước đây là Đường tỉnh 20 Quảng Bình. Một số văn liệu ghi là đường 20, và cũng có văn liệu ghi nhầm là quốc lộ 20.